# Нормал (Іллінойс)
Нормал (англ. Normal) — місто (англ. town) в США, в окрузі Маклейн штату Іллінойс. Населення — 52 736 осіб (2020).

## Географія
Нормал розташований за координатами 40°31′20″ пн. ш. 88°59′13″ зх. д. / 40.52222° пн. ш. 88.98694° зх. д. (40.522280, -88.986931).  За даними Бюро перепису населення США в 2010 році місто мало площу 47,68 км², з яких 47,52 км² — суходіл та 0,16 км² — водойми.

## Демографія
Згідно з переписом 2010 року, у місті мешкало 52 497 осіб у 17 993 домогосподарствах у складі 9576 родин. Густота населення становила 1101 особа/км².  Було 18816 помешкань (395/км²).
Расовий склад населення:
| - 85,1 % — білих - 8,1 % — чорних або афроамериканців - 3,2 % — азіатів - 0,2 % — корінних американців - 1,1 % — осіб інших рас |

До двох чи більше рас належало 2,3 %. Частка іспаномовних становила 4,1 % від усіх жителів.
За віковим діапазоном населення розподілялося таким чином: 17,8 % — особи молодші 18 років, 74,0 % — особи у віці 18—64 років, 8,2 % — особи у віці 65 років та старші. Медіана віку мешканця становила 23,5 року. На 100 осіб жіночої статі у місті припадало 89,1 чоловіків;  на 100 жінок у віці від 18 років та старших — 86,5 чоловіків також старших 18 років.
Середній дохід на одне домашнє господарство  становив 68 346 доларів США (медіана — 52 102), а середній дохід на одну сім'ю — 94 370 доларів (медіана — 85 643). Медіана доходів становила 51 604 долари для чоловіків та 40 099 доларів для жінок. За межею бідності перебувало 23,8 % осіб, у тому числі 8,9 % дітей у віці до 18 років та 3,5 % осіб у віці 65 років та старших.
Цивільне працевлаштоване населення становило 29 633 особи. Основні галузі зайнятості: освіта, охорона здоров'я та соціальна допомога — 29,4 %, фінанси, страхування та нерухомість — 16,6 %, мистецтво, розваги та відпочинок — 15,2 %.